# 狂一郎
狂一郎（きょういちろう）は、日本の漫画家。主に成人向け漫画を書いている。妻は漫画家の沙門。

## 概歴
久保書店やあまとりあ社などで短編漫画作品を執筆。可愛らしい少女を描きギャグとする、真骨頂はアクが強く緻密なタッチで描かれるギャグで、どこか少年漫画のような雰囲気を漂わせる。
同人誌での活動も行っており、描き下ろし作品以外にも過去の雑誌掲載作品を発刊することもある。

## 漫画作品

### 単行本
- 少女縛戯（2001年、久保書店〈ワールドコミックススペシャル〉、ISBN 4-7659-0894-1）
- 貧乳指導（2001年、あまとりあ社〈あまとりあコミックス〉、ISBN 4-87042-359-6）
- 少女玩具（2002年、久保書店〈ワールドコミックススペシャル〉、ISBN 4-7659-0906-9）
- 貧乳楽園（2002年、あまとりあ社〈あまとりあコミックス〉、ISBN 4-87042-365-0）
- ヒナバンビ（2004年、茜新社〈TENMA COMICS〉、ISBN 4-87182-666-X）
- 少女祭典（2007年、久保書店〈ワールドコミックスMAX〉、ISBN 978-4-76592-488-7）
- ひめわらべ（2015年7月、久保書店〈リターンフェスティバル〉、ISBN 978-4-76593-042-0）

## 関連人物
- 秋葉魔王（弟子）
- ほしのふうた
- 熊切教介
- 山口陽史